# TimeSplitters 2
TimeSplitters 2 es la segunda entrega de la saga TimeSplitters, dándole a la saga un tremendo cambio respecto a su antecesor, TimeSplitters. Su sucesor fue TimeSplitters Future Perfect. Este videojuego, lanzado en 2002 continúa con la acción directa a la que incitaba TimeSplitters pero mejorada en diversos aspectos:
- - Los gráficos mejoraban y aparecián escenas de video en consecuencia.
- - El listado de niveles y personajes aumentaba conservando antiguos y creando nuevos.
- - Los modos de juego también aumentaban dándole al juego multijugador más posibilidades.
- - Las misiones del modo historia se agrandaban y contenían diálogos y, a veces, aliados o civiles.
- El editor de mapas comenzaba a tener más cuerpo y daba la nueva posibilidad de crear misiones alternativas del modo historia, pero sin tal espacio.

## Argumento
En esta nueva entrega, el argumento comienza a ser una clave para avanzar, con informes más detallados sobre la misión y una historia lineal (el nivel siguiente se abre al terminar el anterior, no en grupos de tres como en TimeSplitters). En este videojuego encarnamos al sargento Cortez, un marine al que le encargan la misión de invadir la estación espacial de los timesplitters para robar los cristales del tiempo que están utilizando para cambiar la historia de la humanidad y, de esa forma, hacer sucumbir al planeta. Los timesplitters, con esos cristales, están alterando la historia para cambiar el futuro y tomar el planeta, pero si esos cristales son capturados, los humanos podrán usar su misma arma para evitar la creación de los timesplitters y así hacer que la guerra nunca haya existido. Para ello, son enviados a la estación espacial el sargento Cortez y la soldado Hart, su compañera. Pero al desembarcar son detectados por los defensores y comienza una huida masiva a través del tiempo llevándose las nueve cristales a nueve épocas distintas. Para recuperarlos, Cortez tendrá que viajar por todas esas épocas para recuperar un cristal en cada una y volver al planeta tierra con los nueve. Para esto, podemos manejar una pistola Luger en el Chicago de 1932 o detener a unos ovnis en un planeta en guerra en el 2280.

## Modo multijugador
Está inspirado principalmente en su antecesor, (TimeSplitters), pero añadiendo una gran parte. Hay diez personajes disponibles controlados por la consola (bot) y puede haber otros cuatro controlados por personas. Hay cuatro equipos disponibles (rojo, azul, amarillo y verde) y en cada partida están disponibles cinco espacios para cinco armas a elegir. Cada uno de los niveles corresponde a una época concreta, como una misión en México en el siglo XIX o un desguace de robots en el futuro. Las armas son las que existen en el modo historia (excepto alguna que es exclusiva en este modo) y los personajes también. El jugador puede elegir a sus aliados y éstos combatirán junto a él, mientras que los enemigos intentarán matarle a él y a sus aliados (como suele ser). Los modos de juego son muy diversos: desde los clásicos "todos contra todos" y la lucha por equipos hasta un modo de juego llamado "vampiro", en el que solo se permanece con vida matando enemigos y varios asaltos a bases también por equipos. También existen opciones para jugar en redes Lan (ocho jugadores) o con cuatro consolas conectadas mediante el cable link (dieciséis jugadores). El nuevo editor de mapas permite, además de luchas multijugador, la opción de crear un pequeño nivel del modo historia mediante órdenes, condiciones y una selección, configuración y colocación de los enemigos. En estos niveles multijugador, el número de jugadores en total se reduce a ocho, por lo que cada jugador cuenta como uno y eso va reduciendo el número de bots. Este videojuego también tiene una serie de ligas multijugador en las que el jugador debe cumplir unos requisitos y, dependiendo de su actuación, recibirá una copa concreta y personajes. Estas partidas están ya configuradas para que no sea posible personalizarlas. Además, contiene un modo historia cooperativo en el que dos jugadores pueden terminar la trama principal colaborando.

## Modo reto
Este modo es el predecesor del modo "arcade" de TimeSplitters, pero mucho más largo y mejorado. En él el jugador debe pasar por diversas pruebas como romper los cristales de una base, robar plátanos mientras el jugador está incinerándose o defender una presa del ataque de monos-bomba. Estas pruebas se agrupan de tres en tres según el tipo.

## Niveles
En el modo historia pueden encontrarse 10 diferentes niveles:
- Siberia
- Chicago
- Notre Dame
- Regreso al Planeta X
- NeoTokyo
- Salvaje Oeste
- Cañón Atómico
- Azteca
- Fábrica de Robots
- Estación espacial

En el modo multijugador se pueden jugar en 16 niveles diferentes:
- Pueblo mexicano
- Estación polar
- Hospital
- Campamento
- Azteca (Historia)
- Desguace
- Club nocturno
- Hangar
- Fábrica de Robots (Historia)
- Ufopía
- Chino (TS1)
- Abismo
- Calles (TS1)
- Instalaciones (TS1)
- Sitio (TS1)
- Circo

## Recepción
TimeSplitters 2 recibió críticas positivas. Agregación de sitios web de reseñas GameRankings y Metacritic dio la versión de PlayStation 2 91,67% y 90/100 de la versión GameCube 89,31% y 88/10 y la versión de Xbox 88,12% y 88/100.
GameSpot dijo que "TimeSplitters 2 de mayo muy bien ser el mejor en pantalla dividida multijugador centrado en acción en primera persona jamás creada". IGN concluyó que el juego era "claramente el mejor multijugador de acción en primera persona en la PlayStation 2", pero comentó que no era historia basada en la empatía y la pequeña se sentía por los personajes. GameSpy criticó la ausencia de juego en línea, pero elogió "gran acción deathmatching" del juego y la alta frecuencia de imagen del juego. También dijeron que el juego es "todo lo que pueda desear en una secuela." PlayStation Revista Oficial EE. UU. elogió como "fácilmente uno de los mejores shooters en primera persona por ahí, en cualquier sistema", pero llamó a su falta de juego en línea "criminal".
La serie TimeSplitters es a menudo comparado con GoldenEye 007, debido a sus muchos retrocesos de ese juego y desarrolladores similares. Por ejemplo, tanto TimeSplitters 2 y GoldenEye comienzan en una presa de Siberia. Sin embargo, algunos dicen que el juego se juega y se siente demasiado como GoldenEye.